# Перли (Польща)
Перли (пол. Perły, нім. Perlswalde) — село в Польщі, у гміні Венґожево Венґожевського повіту Вармінсько-Мазурського воєводства.
Населення — 131 особа (2011).
У 1975-1998 роках село належало до Сувальського воєводства.

## Демографія
Демографічна структура станом на 31 березня 2011 року:
|          | Загалом | Допрацездатний вік | Працездатний вік | Постпрацездатний вік |
| -------- | ------- | ------------------ | ---------------- | -------------------- |
| Чоловіки | 64      | 13                 | 40               | 11                   |
| Жінки    | 67      | 9                  | 38               | 20                   |
| Разом    | 131     | 22                 | 78               | 31                   |